# 29

## Події

### У Римі
- Імператором був Тиберій, який утім жив на острові Капрі та не з'являвся в Римі, де фактично правив його прибічник Луцій Елій Сеян та мати Лівія Друзілла. Лівія померла у вересні, але Тиберій не приїхав на її похорон, доручивши організувати його Калігулі.
- За наполяганням Тиберія римський сенат засудив Агрипіну Старшу та її синів Нерона та Друза до заслання на острів Пандатарія.
- Місто Сердика у Фракії (сучасна Софія) захоплено римлянами.
- Згідно з католицькою традицією розіп'ятий Ісус Христос.[1]

## Померли
- 28 вересня — Лівія Друзілла, дружина римського імператора Октавіана Августа, мати Тіберія